# Gucheng, Fujian
Gucheng  är en köping i sydöstra Kina. Den ligger i Changting härad i staden Longyan i provinsen Fujian, omkring 310 kilometer väster om provinshuvudstaden Fuzhou. Antalet invånare är 11 044. Befolkningen består av 5 447 kvinnor och 5 597 män. Barn under 15 år utgör 18,0 %, vuxna 15-64 år 68 %, och äldre över 65 år 13,0 %.